# Dolon
Pour les articles homonymes, voir Dolon (homonymie).
Dans la mythologie grecque, Dolon (en grec ancien Δόλων / Dólôn, de δόλος / dólos, « la ruse ») est un combattant troyen de la guerre de Troie. Son histoire est rapportée notamment au chant X de l’Iliade, surnommé pour cette raison la Dolonie, et dans la tragédie Rhésos, attribuée à Euripide.

## Mythologie
Il est le seul fils, sur six enfants, du héraut Eumélos. D’une prestance plutôt moyenne, il est par contre particulièrement véloce à la course. Quand Hector promet le char d’Achille avec ses deux chevaux divins en récompense à celui qui ira dans le camp des Achéens, afin de connaître leurs intentions, c'est Dolon qui se propose. Il part dans la nuit revêtu d'une peau de loup, mais est surpris par Diomède et Ulysse. Il est contraint de révéler les dispositions de l'armée troyenne avant d'être décapité par Diomède. 
Homère le décrit comme laid. Cette laideur physique est à l'image d'une laideur morale : vantard, il réclame les chevaux divins d'Achille, le meilleur des Achéens, alors que lui-même est un guerrier inconnu, de basse extraction. Comme Pâris, peu renommé pour son courage, Dolon se revêt de peaux de bête, mais sans pour autant prendre les qualités guerrières de ces animaux. 
Virgile dans l’Énéide, lui donne un fils, Eumède, compagnon d'Énée en Italie, tué au combat par Turnus.

## Analyse moderne
Louis Gernet dans un article intitulé « Dolon le loup » (1936) s'est efforcé de comprendre la métamorphose de Dolon et la rapproche des confréries en rapport avec le loup comme les Luperques. Se penchant sur la figure de Dolon dans le Rhésos d'Euripide qui s'attache à donner une description plus détaillée de l'accoutrement de Dolon et en particulier de sa peau de loup, il suggère que la métamorphose en loup conserve une trace d'un ancien rituel d'initiation pendant lequel l'initié est envoyé hors de la communauté pendant une période donnée. L'initié ôte ses vêtements et traverse un lac. 
Gernet mentionne également l'association entre le nom de Dolon et la Dolonia delphique, une route sur laquelle on accomplit un rite en l'honneur d’Apollon, divinité dont le rôle est connu comme tuteur des éphèbes, de jeunes guerriers qui accomplissent leur initiation d’adultes. Pour Gernet, la mort indispensable de Dolon après l’échec de sa mission renverrait à une figure plus large du loup comme être banni hors de la société comme on peut la trouver dans le monde germanique ancien.

## Sources
- Pseudo-Apollodore, Épitome [détail des éditions] [lire en ligne] (IV, 4).
- Pseudo-Euripide, Rhésos [détail des éditions] [lire en ligne]. (le lien "lire en ligne" est périmé)
- Homère, Iliade [détail des éditions] [lire en ligne] (X, 199-456).
- Virgile, Énéide [détail des éditions] [lire en ligne] (XII, 346-352).